# Cnemoschiza tibialis
Cnemoschiza tibialis is een keversoort uit de familie bladsprietkevers (Scarabaeidae). De wetenschappelijke naam van de soort is voor het eerst geldig gepubliceerd in 1979 door Decelle.